# 트렌친구

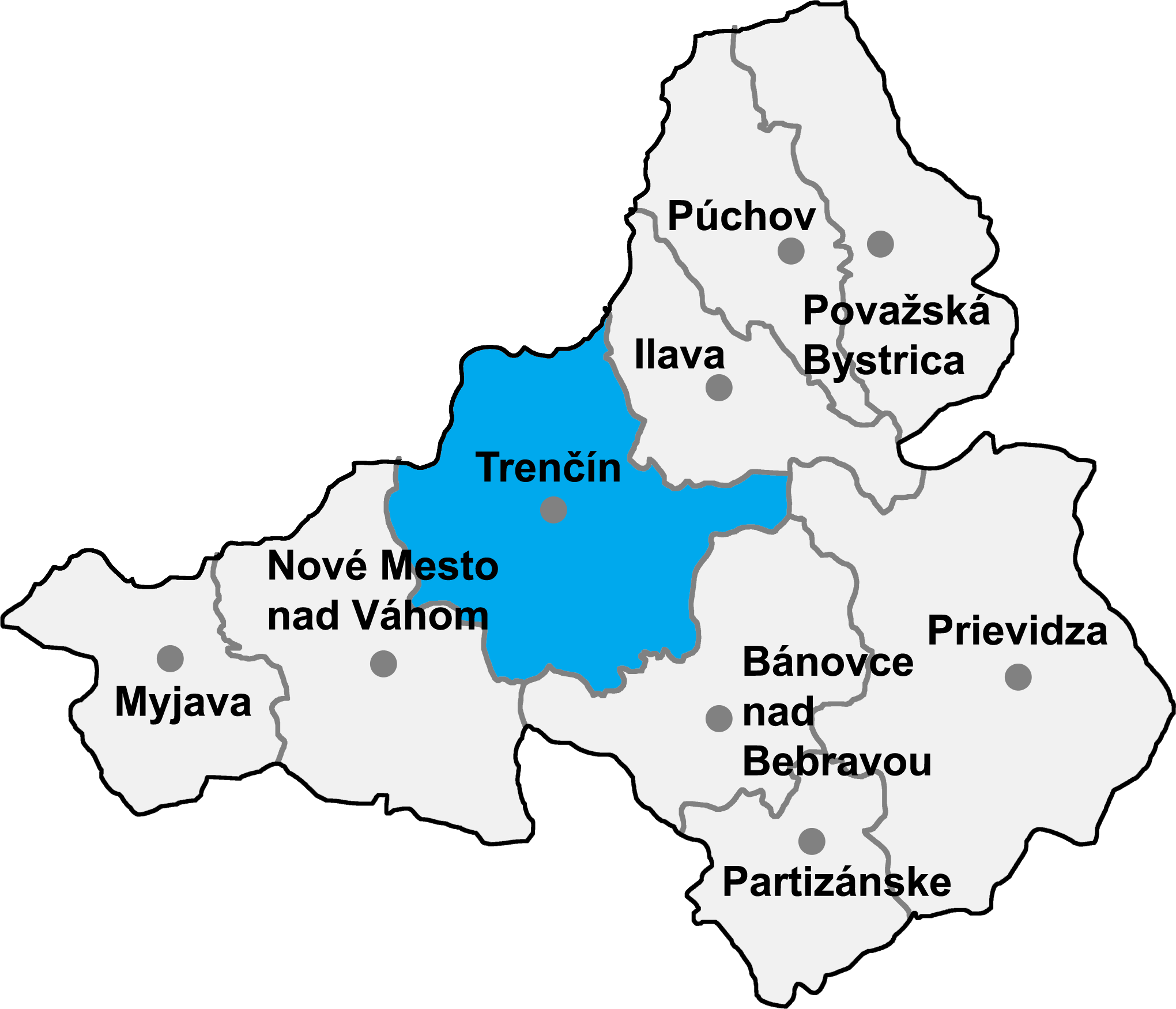
트렌친구의 위치

트렌친구(슬로바키아어: Okres Trenčín)는 슬로바키아 트렌친주를 구성하는 9개 구 가운데 하나로 행정 중심지는 트렌친이며 면적은 674.82km2, 인구는 113,863명(2014년 기준), 인구 밀도는 168.73명/km2이다.
트렌친주 중부에 위치하며 37개 지방 자치체(3개 시, 34개 마을)를 관할한다. 서쪽과 북쪽으로는 체코와 국경을 접하며 북동쪽으로는 일라바구, 동쪽으로는 프리에비자구, 남쪽으로는 바노우체나트베브라보우구, 남서쪽으로는 노베메스토나트바홈구와 접한다.